# Antonín Dvořák
Antonín Leopold Dvořák (8. září 1841 Nelahozeves – 1. května 1904 Praha) byl český hudební skladatel, který je označován za jednoho z nejvýznamnějších českých skladatelů a světově nejhranějšího českého skladatele vůbec.
Dvořákova symfonická a koncertantní díla jsou tradiční součástí repertoáru významných orchestrů po celém světě.
Proslavil se symfoniemi, nástrojovými koncerty a velkými vokálně-instrumentálními skladbami, neméně však i komorní hudbou a operami. Dvořák byl spolu s Bedřichem Smetanou průkopníkem novodobé české hudby v linii vrcholného romantismu.

## Předkové
Praděd Antonína Dvořáka, rolník Jan Dvořák (1729–1777), se narodil i zemřel v Třeboradicích. Antonínův děd, Jan Nepomuk Dvořák, se narodil v Třeboradicích v roce 1764. V letech 1818–1824 a 1830–1838 měl v Nelahozevsi v domě č. 24 pronajatý řeznický krám. Se svou manželkou Annou, rozenou Bobkovou měl 14 dětí. Zemřel v Nelahozevsi v roce 1842, jeho žena pak roku 1848. Měli také pronajaté řeznictví v Dřínově, kde se jim roku 1814 narodil František Dvořák, skladatelův otec. Ten se vyučil řezníkem a poté odešel na osm let na „zkušenou“ na Moravu a do Uher. Po návratu se v roce 1840 v Chržíně oženil s Annou Zdeňkovou (1820–1882), která pocházela z Uhů a byla dcerou šafáře lobkovického panství. K provozování řeznictví si manželé pronajali v Nelahozevsi dům č. 24 a později i tzv. Engelhardtovu hospodu na č. 12, v letech 1855–60 žili ve Velké hospodě ve Zlonicích čp. 69, hostinec měli později pronajatý také v Kladně, kde Anna zemřela 15. prosince 1882, jako manželka soukromníka Františka Dvořáka z Kladna a byla zde také 17. prosince pohřbená. Připomíná ji zde památkově chráněný žulový pomník na bývalém hřbitově v parku Dvořákovy sady u městského divadla (Antonín Dvořák má poblíž bustu; obojí inicioval Cyril Novotný z tamního pěveckého spolku Smetana). František zemřel 28. března 1894 jako soukromník ve Velvarech a byl zde pohřben 1. dubna u sv. Jiří.

## Dětství a mládí

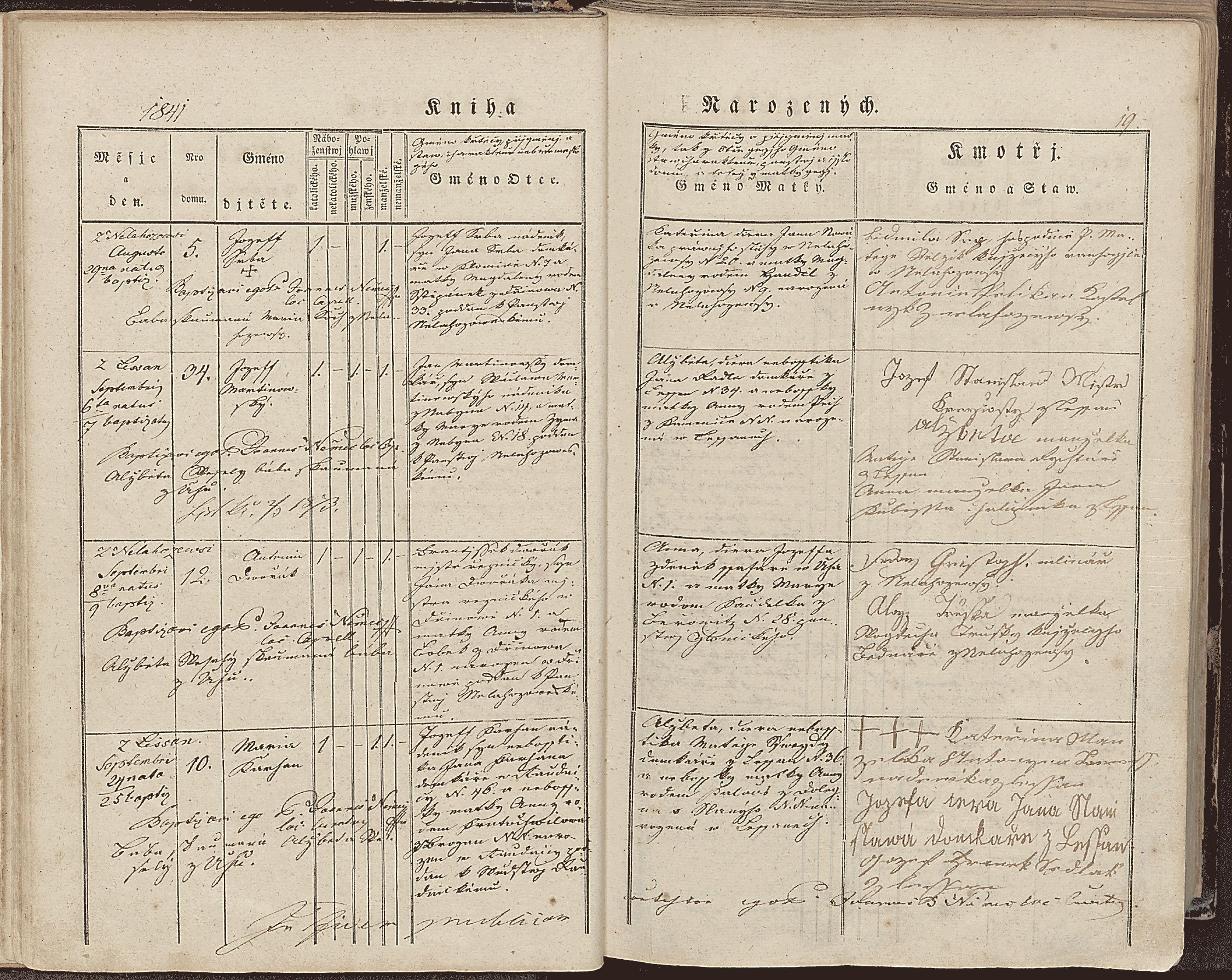
Matriční záznam o narození Antonína Dvořáka

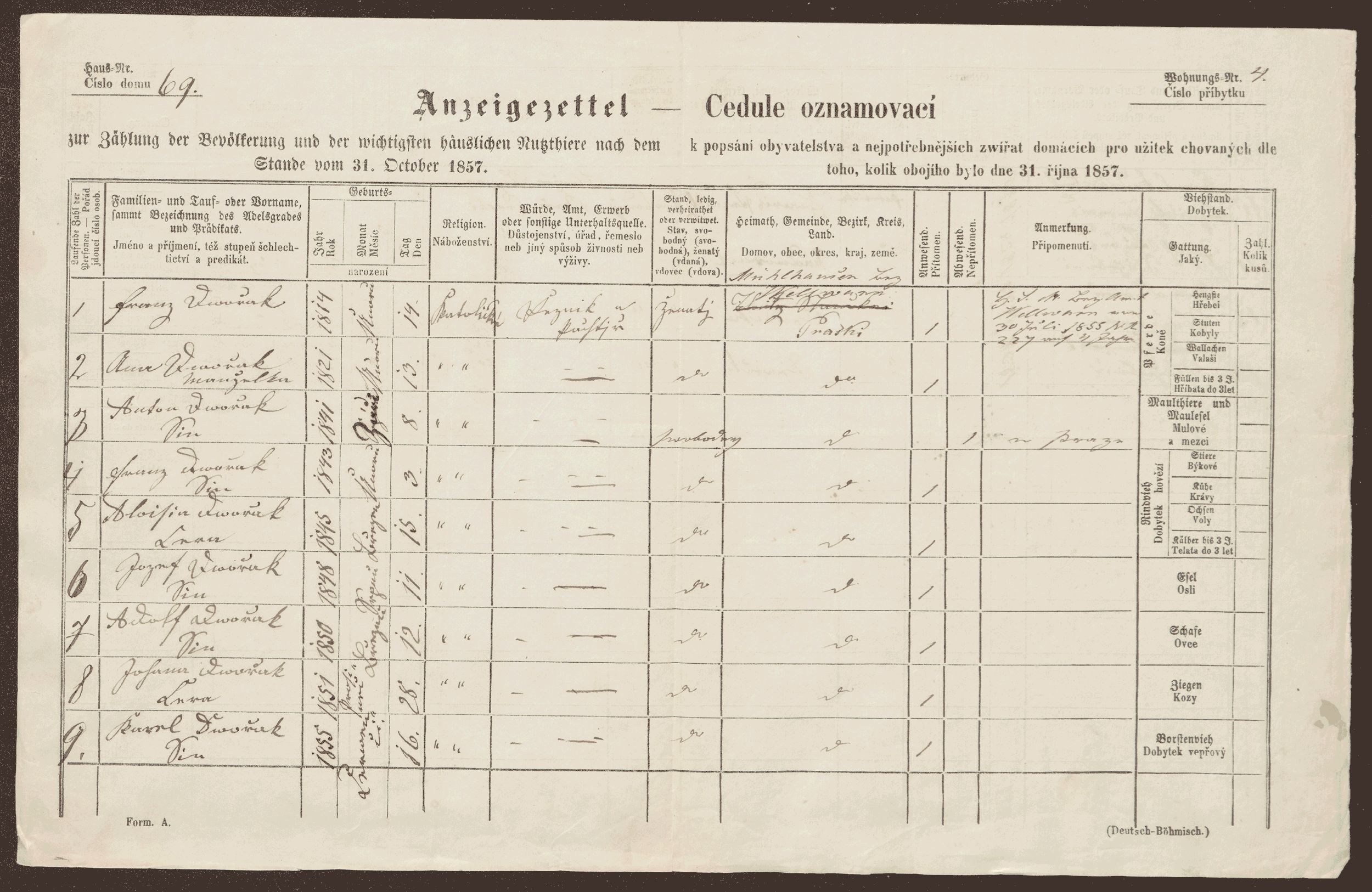
Arch ze sčítání lidu v roce 1857 pro Zlonice čp. 69, na kterém je zapsán Antonín Dvořák.

V Nelahozevsi v domě č. 12 se manželům Františkovi a Anně Dvořákovým 8. září 1841 narodil syn Antonín, první z devíti dětí. V roce 1847 začal Antonín Dvořák chodit do školy a pod vedením učitele Josefa Spitze také hrát na housle. Otec původně pro syna rovněž plánoval práci řezníka (domněnka, že se vyučil řezníkem, byla vyvrácena). V letech 1853–1856 mladý Antonín pobýval ve Zlonicích, kde se ho ujal místní učitel a varhaník Antonín Liehmann. Antonín se u Liehmanna učil hudební teorii, hrát na housle, klavír a varhany.
V šestnácti letech věku (1857) odešel Antonín Dvořák do Prahy studovat na varhanické škole, kterou absolvoval v roce 1859. Od roku 1862 hrál na violu v orchestru Prozatímního divadla, jehož dirigentem se roku 1866 stal Bedřich Smetana. V tomto orchestru setrval Dvořák do roku 1871.
S cílem zvýšit své příjmy poskytoval mladý Dvořák hodiny hry na klavír. Tak se seznámil se svou budoucí manželkou. Původně se zamiloval do své žačky Josefíny Čermákové, ta ale neopětovala jeho city a provdala se později za hraběte Václava Roberta z Kounic. 17. listopadu roku 1873 se Antonín Dvořák oženil s mladší sestrou Josefy, Annou (1854–1931).
Manželům Antonínovi a Anně Dvořákovým se narodilo celkem devět dětí:
- Otakar (4. 4. 1874 – 8. 9. 1877), zemřel na onemocnění neštovicemi;
- Josefa (19. 8. 1875 – 21. 8. 1875);
- Růžena (18. 9. 1876 – 13. 8. 1877), zemřela na otravu fosforem;
- Otilie (6. 6. 1878 – 5. 7. 1905), v roce 1898 se provdala za Dvořákova žáka, hudebního skladatele Josefa Suka, 1 syn;[12]
- Anna (13. 1. 1880 – 10. 9. 1923), manžel Josef Sobotka, 2 děti;
- Magdalena (17. 8. 1881 – 25. 3. 1952), koncertní pěvkyně, manžel Karel Šantrůček, bezdětná;
- Antonín (7. 3. 1883 – 20. 6. 1956), manželka Julie Janoušková, bezdětný;
- Otakar (9. 2. 1885 – 15. 9. 1961), v roce 1960 vydal knihu o svém otci Antonínu Dvořákovi, manželka Marie Šrámková, 2 děti;
- Aloisie (4. 4. 1888 – 28. 4. 1967), manžel Josef Fiala, 4 děti.

Vnukem Antonína Dvořáka byl mj. Jiří Sobotka, fotbalový vicemistr světa z roku 1934.

## Skladatelská dráha

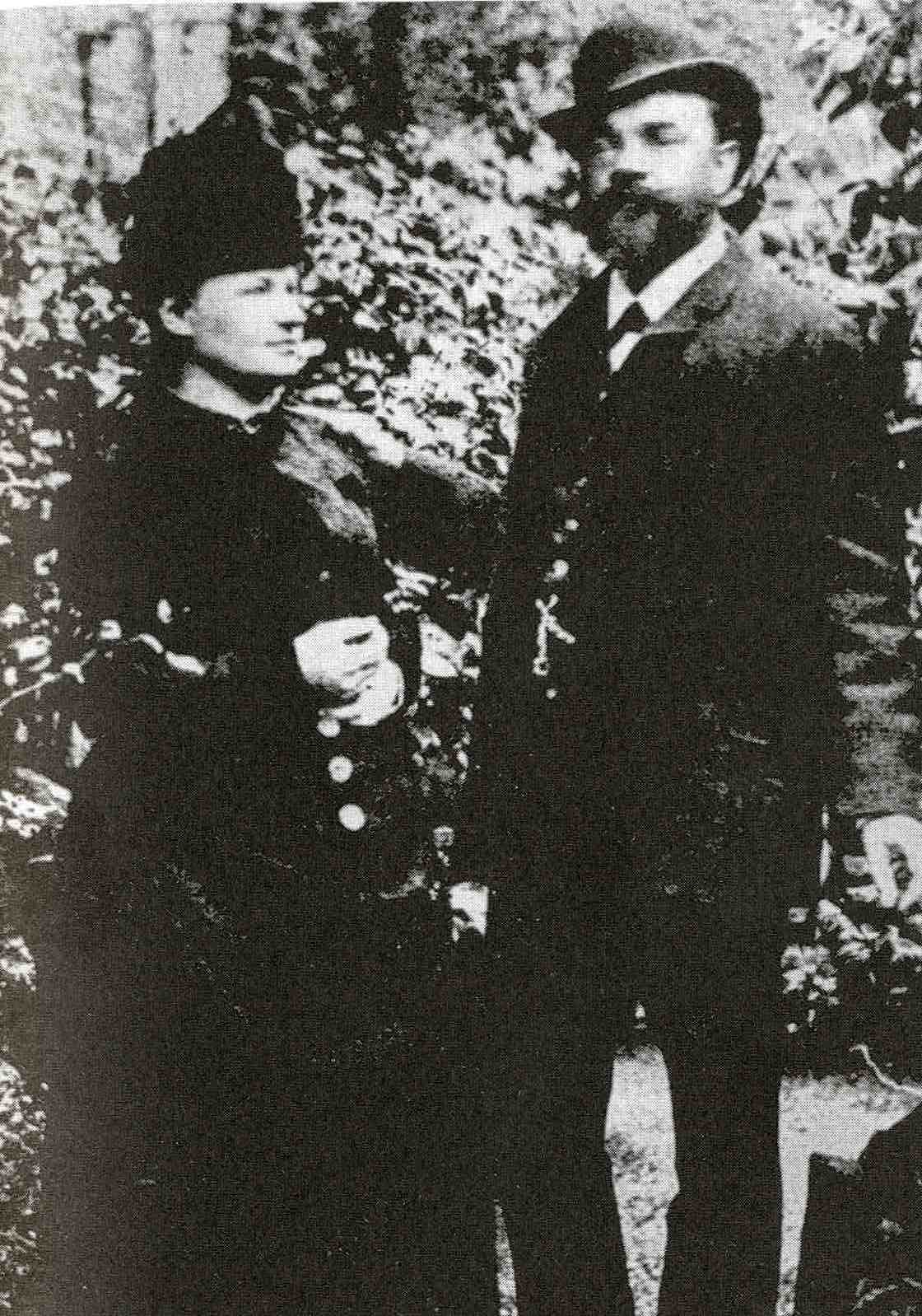
Dvořák s manželkou Annou v Londýně, 1886

### Počátky a vývoj
Počátek Dvořákovy skladatelské tvorby se dá zdokumentovat k roku 1861. Jeho první skladatelské pokusy se však nesetkaly s větším veřejným ohlasem. Po své svatbě začal pracovat jako varhaník v kostele sv. Vojtěcha na Novém Městě.
Do Dvořákovy skladatelské dráhy zasáhl významným způsobem pražský rodák, hudební kritik působící ve Vídni Eduard Hanslick. V roce 1877 informoval Dvořáka, že jeho dílo přilákalo pozornost tehdy výrazné osobnosti hudebního romantismu, skladatele Johannese Brahmse, který jej posléze doporučil berlínskému nakladateli hudebních děl Fritzi Simrockovi. Dvořák pak pro Simrocka v roce 1878 napsal první řadu svých Slovanských tanců a získal za ni velmi pozitivní kritiku, a to i od Hanslicka samotného. S Brahmsem zůstal Dvořák po dlouhá léta v přátelském poměru. Navštívil jej na smrtelné posteli a pak se zúčastnil jeho pohřbu, který se konal 6. dubna 1897.
Rodina Dvořákových byla častými hosty hraběte JUDr. Václava Roberta z Kounic na zámečku ve Vysoké u Příbramě. Zde Antonín Dvořák bydlel nejprve ve správcovském domě hraběte Kounice, který byl jeho švagrem. Později od něj koupil na východním druhém konci vesnice za 2 000 zlatých opuštěný špýchar s dlouhodobě neobývanou budovou správce ovčína. Špýchar nechal přestavět na své letní sídlo, kde s nadšením sadařil, choval holuby a komponoval.
Úspěšně se uplatnil i jako dirigent svých skladeb. Roku 1884 byl pozván do Londýna, aby v Royal Albert Hall dirigoval svou Stabat Mater, vokálně-instrumentální dílo, složené po smrti jedné z jeho dcer. Na koncert přišlo 12 tis. diváků. Setkal se s ohromujícím úspěchem a získal tak silné vazby na anglickou hudební scénu, kde ho vynikající výkony souborů sborového zpěvu motivovaly k dalšímu kompozičnímu úsilí v oblasti skladeb vokálně-instrumentálního charakteru. Jeho Rekviem, poprvé uvedené v roce 1891 v Birminghamu pod skladatelovou taktovkou (česká premiéra se uskutečnila v Národním divadle v Praze v dubnu roku 1892), bylo vyvrcholením této činnosti. Na základě svých hudebních úspěchů získal čestný doktorát v Praze a na Cambridgeské univerzitě.

Dvořák se přátelil s ruským skladatelem Čajkovským, který ho v roce 1890 pozval koncertovat v Moskvě a Petrohradě.

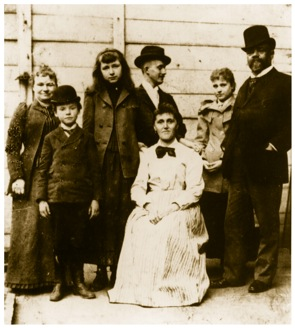
Dvořák s rodinou a přáteli v USA (1893): zleva manželka Anna, syn Antonín, Sadie Siebertová, Josef Jan Kovařík, matka Sadie Siebertové, dcera Otilie, Antonín Dvořák

### Americké angažmá (1892–1895)
V roce 1892 byl Dvořák obeslán dopisem ze Spojených států amerických. Zakladatelka americké národní konzervatoře v New Yorku, Jeanette Thurberová, se ho snažila získat jako ředitele této instituce. Nejprve sice váhal, ale pak nabídku přijal. Jeho pobyt ve Spojených státech amerických v letech 1892–1895 mu přinesl další pocty a definitivně i světovou proslulost. Během jeho pobytu jej doprovázel česko-americký houslista Josef Jan Kovařík, se kterým se Dvořák potkal v Praze.
Hlavním Dvořákovým úkolem v Americe bylo pomoci najít americké hudbě tvář. Podle českého skladatele se tak mělo stát především díky inspiraci indiánskou a afroamerickou hudbou. Jeho žák Harry T. Burleigh, jeden z prvních černošských skladatelů, Dvořákovi předvedl kouzlo amerických spirituálů. Kovařík jej o letních prázdninách roku 1893 přivedl do svého rodného domu ve Spillville, kde Dvořák zkomponoval několik komorních děl.
Kvůli problémům s vyplácením honoráře se však Dvořák nakonec vrátil do Prahy, svou roli v tom ale sehrála i jeho stále stoupající prestiž v Evropě a stesk po domově.

### Poslední léta

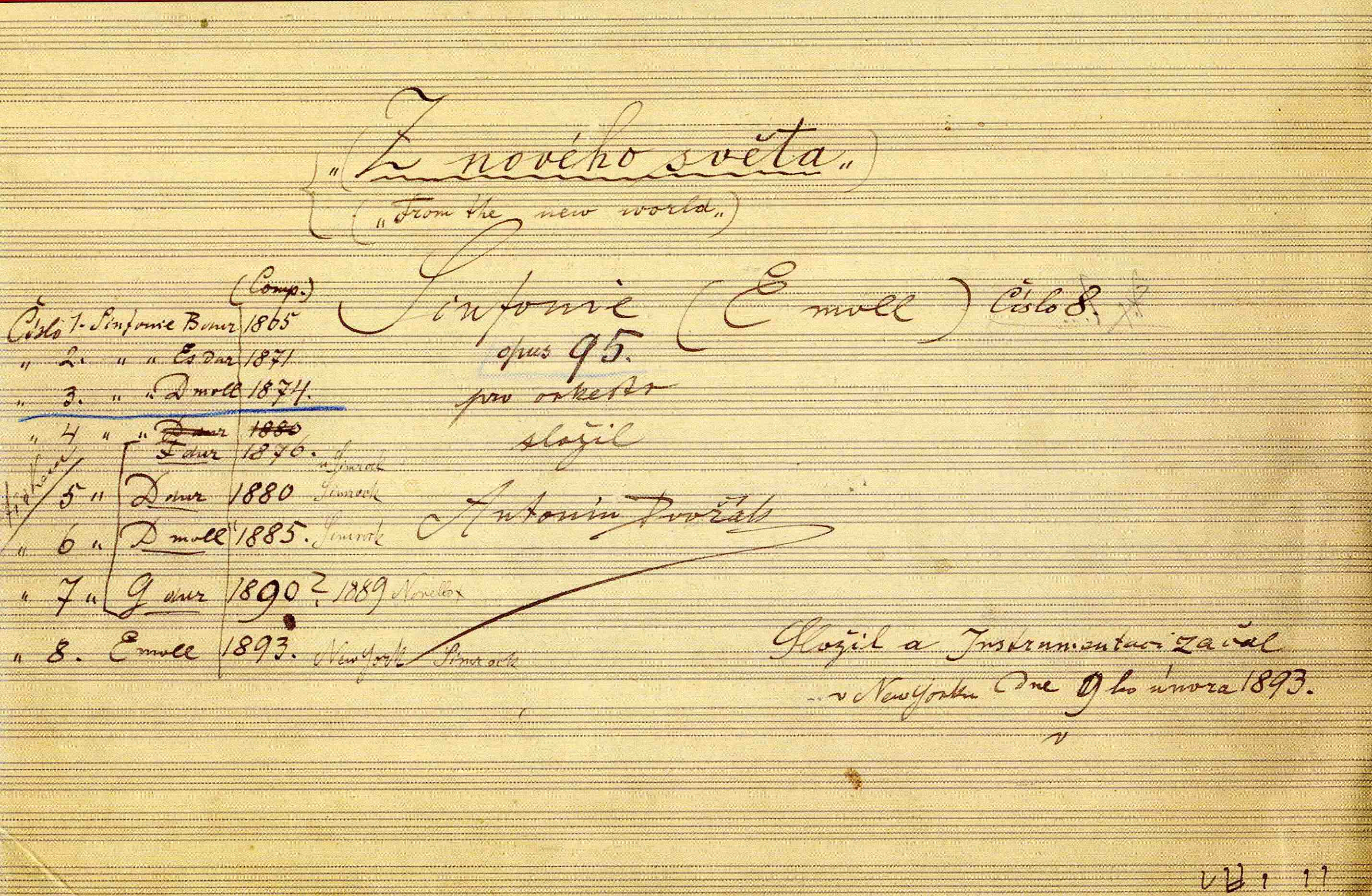
Podpis Antonína Dvořáka na autografu 9. symfonie

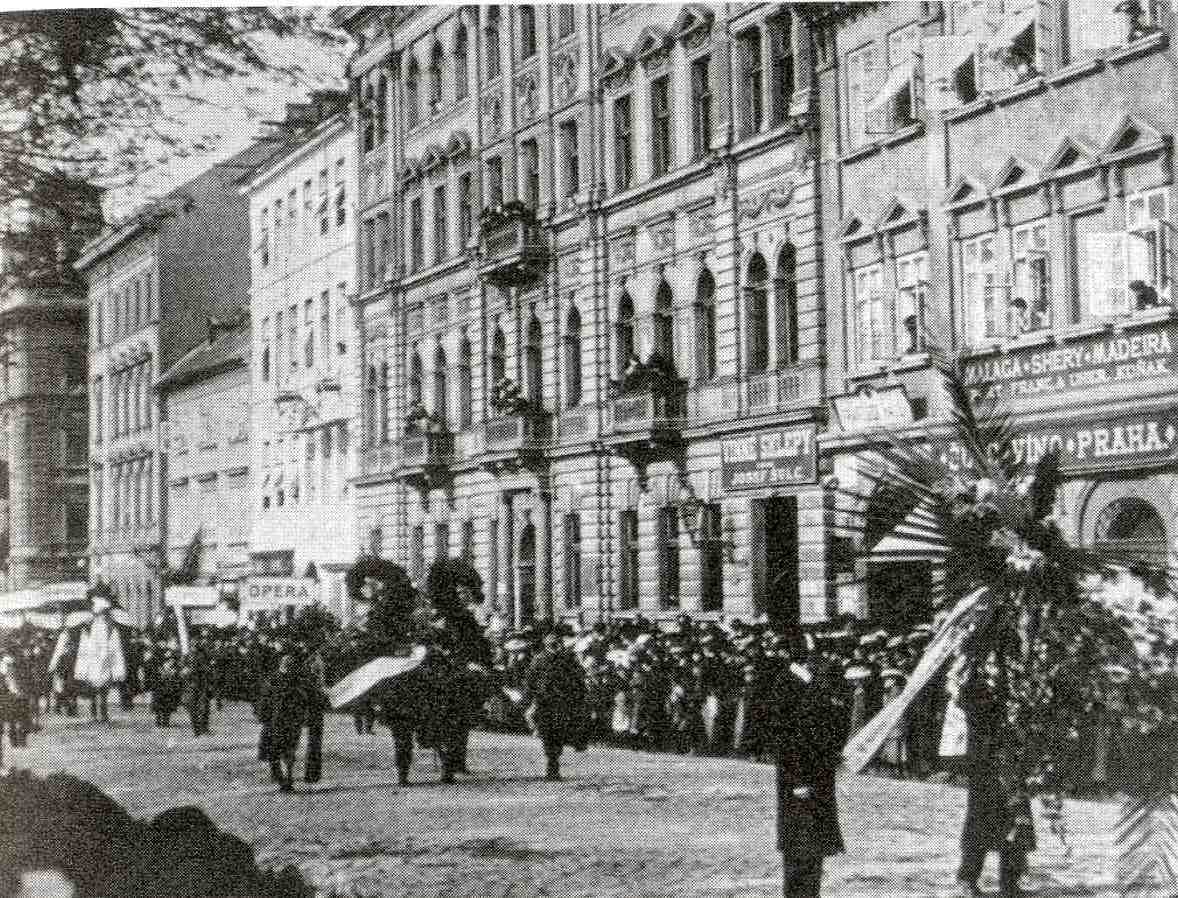
Dvořákův pohřeb 5. května 1904 byl národní událostí

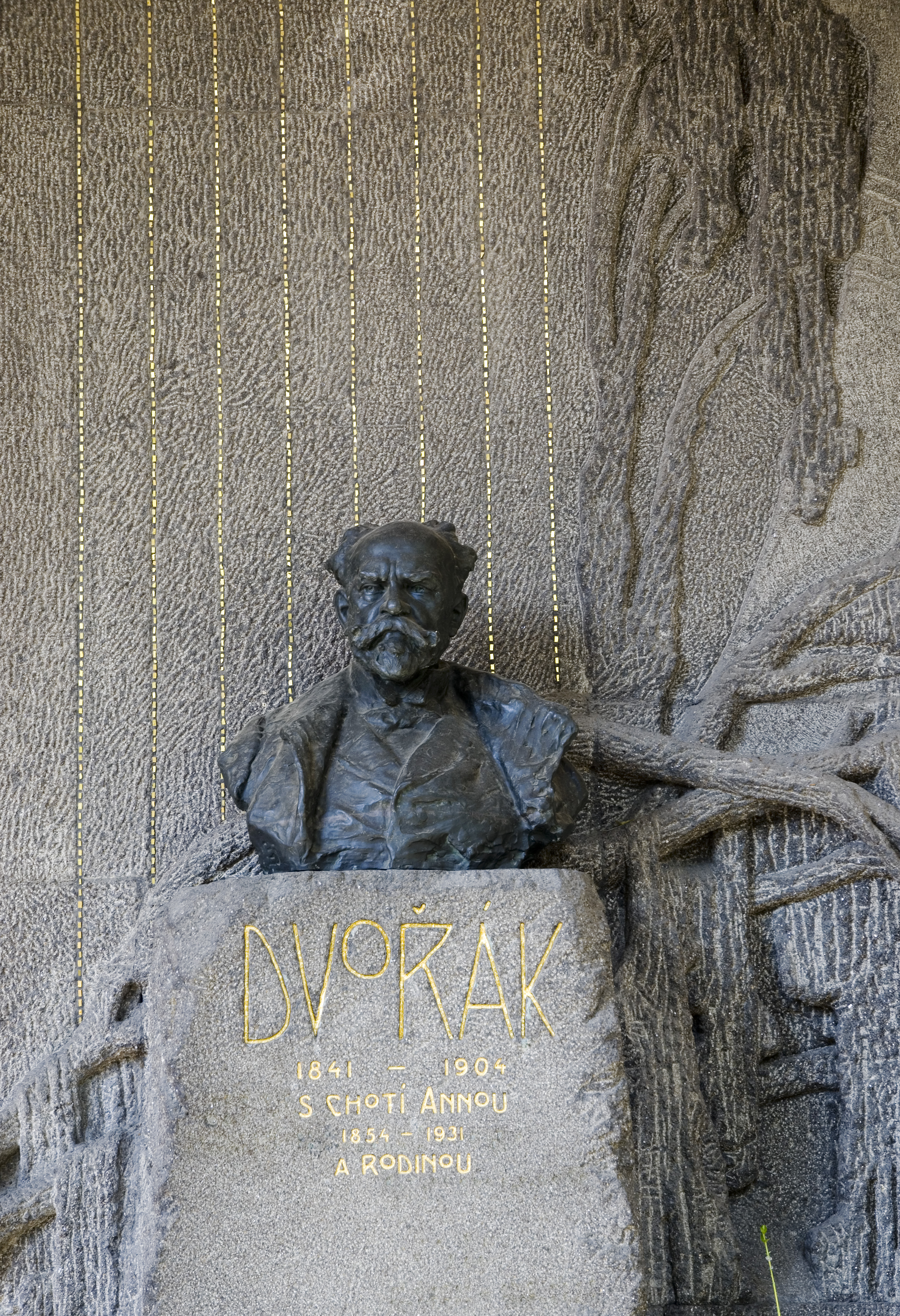
Hrobka Antonína Dvořáka na Vyšehradském hřbitově. Sochu vytvořil Ladislav Šaloun.

Po návratu do Čech Dvořák především odpočíval s rodinou ve Vysoké u Příbramě. Právě zde pak složil dvě ze svých nejznámějších oper – Rusalku a Armidu. V této poslední fázi tvorby mu byl inspirací také český folklór.
V roce 1895 se Dvořák stal profesorem na pražské konzervatoři, kde vychoval řadu významných českých skladatelů, jakými byli např. Vítězslav Novák, Oskar Nedbal a Josef Suk starší. Josef Suk se seznámil a později, v roce 1897, oženil s Dvořákovou dcerou Otilií a stal se tak jeho zetěm.
Dvořákovo dílo bylo nyní uváděno a oslavováno doma i v zahraničí. Gustav Mahler a Hans Richter přispěli k jeho popularitě koncerty ve Vídni, Joseph Joachim a Hans von Bülow zpopularizovali Dvořákovu hudbu v Německu, Joseph Barnby a Alexander Mackenzie v Anglii.
Roku 1898 mu bylo uděleno Vyznamenání za umění a vědu Literis et artibus.
Dvořákovy šedesáté narozeniny v roce 1901 se staly národní událostí.
V roce 1901 byl panovníkem jako první hudebník jmenován doživotním pairem Panské sněmovny Říšské rady ve Vídni a v témže roce se Dvořák stal nástupcem Antonína Bennewitze ve funkci ředitele Pražské konzervatoře.
Antonín Dvořák zemřel po pěti týdnech nemoci dne 1. května 1904. Dobová oficiální diagnóza stanovila jako příčinu úmrtí mozkovou mrtvici. Moderní výzkum se přiklání k úmrtí na plicní embolii v důsledku dlouhodobého klidu skladatele na lůžku. Dne 5. května byl pohřben na Vyšehradském hřbitově. Zanechal po sobě velké dílo a také několik nedokončených prací.

## Osobnost
Dvořák byl velmi zbožný muž, měl laskavou a nekomplikovanou osobnost. Mezi jeho velké záliby (vyjma lásky k hudbě) patřila železnice a chov holubů. Trpěl agorafobií, která se ke konci života stupňovala.
| „                        | Přicházíval do mé kanceláře, buď když končil některé své dílo nebo když se děly zkoušky k jeho pracím. Nepamatuji se, že by býval kdy usedl. Obyčejně chodil, někdy se postavil k mému psacímu stolu nebo oknu, a pohlížeje střídavě do neurčita mluvil nebo poslouchal. A stávalo se, že uprostřed některé věty náhle ustal a zamyslil se. To mu v duši vylétl a počal pěti skřivan některé myšlenky hudební, které si někdy hned počal hvízdati. Teprve po chvíli vracel se ze své zasněnosti k řeči. A někdy také uprostřed řeči se obrátil a odkvapil. A přišel třeba za několik dní, aby „domluvil, v čem jsme předešle přestali“. To vše působila v něm hudba. Bylo mu v očích a na tváři skoro znáti, jak v něm stále vře a tryská gejzír tónů v oněch nesčetných melodických kombinacích, jimiž tvořil svá díla. | “ |
| — František Adolf Šubert | |   |

| „                  | Pravda bez pozlátka, pravá demokracie nedvořící se mocným a nezdůrazňující vlastní velikost oproti „nižším“, sebevědomí Vyvoleného bez ješitnosti, nejhlubší cit bez sentimentálnosti, nevýslovná radost z práce, čistý a prostý poměr k Bohu a lidem, to byly vlastnosti jeho duše. A stálý tvůrčí neklid! Vidím Mistrovu ruku, která neustále, někdy i během přestávky v rozmluvě, nepokojně hraje na kabátě, jakoby na piáně. Zdálo se, že myslí jen hudbou. | “ |
| — Josef Suk starší | |   |

| „                                    | Často komponoval hned, jakmile se vzbudil. Hudební myšlenku si nejprve „zahrál“ na svrchnici postele. Psával-li u stolu, držel brko mezi zuby a prsty hrály na kabátě nebo na nohách. Až za chvilku se obrátil k pianu, přehrával a přitom tichým hlasem zpíval. Často jsem se vplížila do pokoje a poslouchala. On mi hleděl do očí, slabě hvízdal a jistě ani nevěděl, že jsem na světě. | “ |
| — Anna Dušková, Dvořákova sestřenice | |   |

Kriminalistický ústav v Praze na základě rozboru DNA skladatelova vnuka Antonína Dvořáka (* 1929) (syna Otakara Dvořáka), zjistil, že předkové Dvořáků v mužské linii pochází z Kazachstánu nebo Pákistánu.
Dvořák měl rád švestkové knedlíky, telecí řízky a bramboračku. K jídlu vyžadoval pivo, kterého se mu při cestách vlakem v USA nedostávalo. Rád kouřil dýmku a hrál karetní hru darda (podobná cenzru).

## Dílo

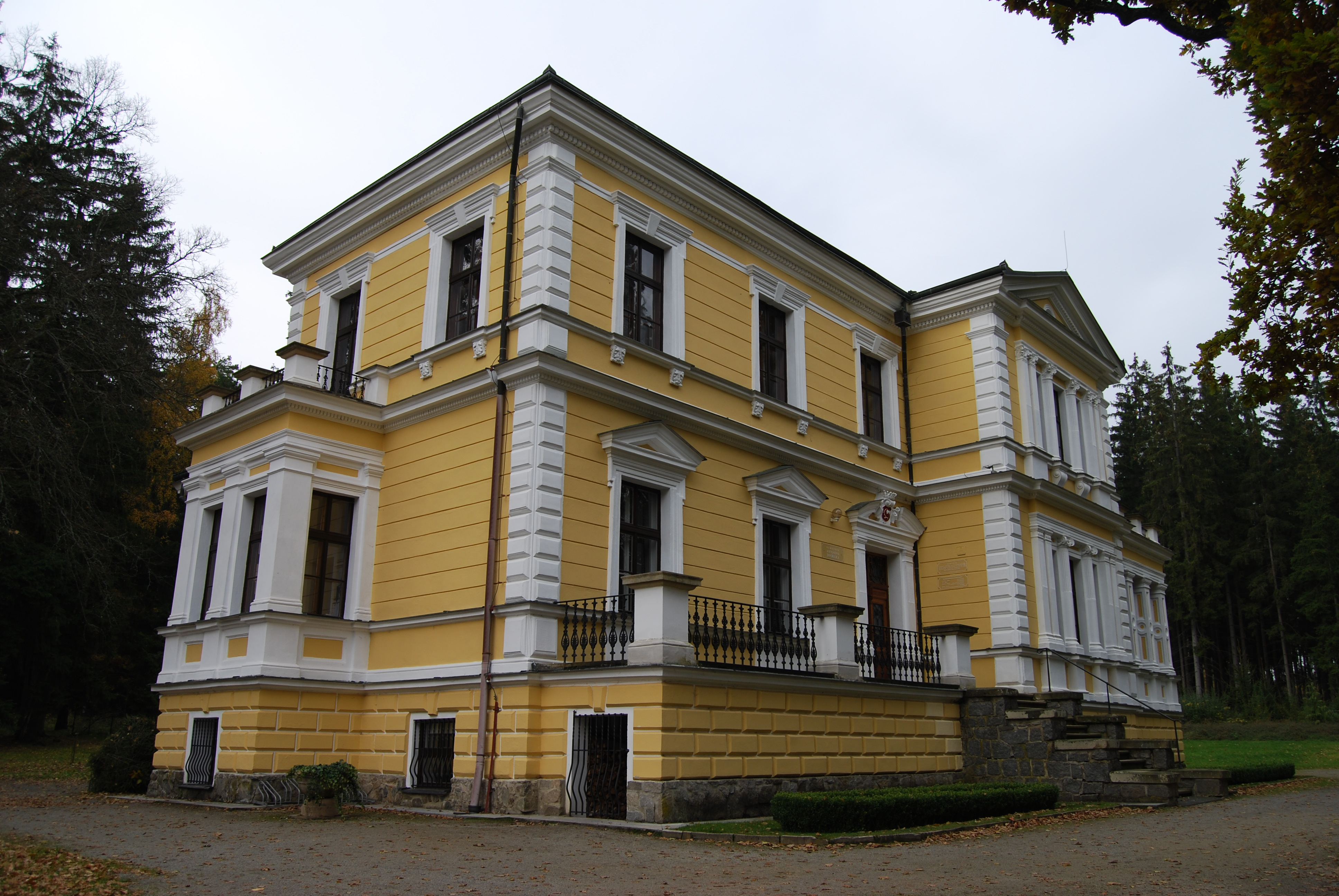
Zámeček ve Vysoké u Příbramě a jeho okolí inspirovalo Antonína Dvořáka k dílům jako Rusalka nebo Armida

Jeho umění je naprosto osobitou klasicistně-romantickou syntézou. Síla a absolutní jedinečnost skladatelova je přítomna především v orchestraci a instrumentaci. Jeho tvůrčí vývoj probíhal v několika etapách: první skladby vyrůstají z odkazu Beethovena a Schuberta, druhá fáze jeho úsilí je však již zcela v režii jeho osobitého cítění, kdy projevuje již naprosto originální a specifické hudební chápání jak po formální, tak obsahové stránce. Třetí období je typickým příklonem k vlasteneckým námětům a českým hudebním inspiracím (kantáta Hymnus, Moravské dvojzpěvy).
Zvláštního zabarvení dodalo jeho hudbě úsilí o obecně slovanský ráz tvorby, kterým obohatil nejvýrazněji světovou hudební tvorbu. Podobně (aniž by však opustil české a slovanské charakteristiky) byl za svého amerického pobytu inspirován hudbou černošskou a indiánskou, což se projevilo v jeho 9. symfonii, zvané „Z Nového světa“, která patří k nejlepším dílům tohoto druhu v celé hudební historii. V posledním období dospěl k osobitě barvitému projevu v souvislosti s inspirací českými pohádkami a bájemi (opery Čert a Káča, Rusalka, Jakobín, Armida).
Napsal celkem devět symfonií, několik symfonických básní, velké skladby instrumentální (Slovanské tance), vokální a vokálně-instrumentální (Stabat Mater, Svatá Ludmila, Rekviem, Te Deum), 5 koncertních ouvertur, množství komorních skladeb (nejznámější je Smyčcový kvartet F dur, zvaný Americký), koncertů (houslový, violoncellový a klavírní), písně (Biblické písně), sbory, klavírní skladby (verze Slovanských tanců, později i orchestrální verze), 10 oper (nejznámější jsou Rusalka, Jakobín, Čert a Káča, Dimitrij a Armida). Uctíván celým světem nečekaně zemřel v Praze 1. května 1904
Nejrůznější dokumenty a další památky (notové autografy, korespondence, listinné materiály, výtvarná díla, dobové fotografie, programy, plakáty) na tohoto výjimečného skladatele jsou umístěny v Muzeu Antonína Dvořáka, které od doby svého vzniku v roce 1932 sídlí v barokním letohrádku Amerika v Praze.
Jeho dílo je bohaté jak svým počtem, tak rozsahem forem – čítá téměř 120 opusů, z nichž většina představuje velká orchestrální, vokálně-instrumentální či hudebně dramatická díla.

## Posmrtné připomínky
- Památník Antonína Dvořáka se nachází ve Vysoké u Příbramě, kde je stálá expozice o skladateli a jeho pobytech v obci.
- První skladba, která zazněla na Měsíci po přistání amerických kosmonautů, byla Dvořákova Novosvětská symfonie.[40][41]
- Po Dvořákovi je pojmenován impaktní kráter Dvořák na planetě Merkur[42][43] a planetka 2055 Dvořák.
- Po Dvořákovi byl v letech 1991–2018 pojmenován český vlakový spoj (jeden a později pár vlaků) kategorie EuroCity, jezdící mezi Prahou, Vídní a Grazem, od roku 2014 v kategorii railjet, od roku 2018 nesou však všechny spoje na této lince jméno Vindobona.[44]

### Inspirace v umění

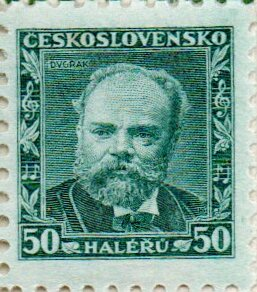
Poštovní známka z roku 1934 od B. Heinze

- Koncert na konci léta – 1979, životopisný film, režie František Vláčil, v roli Antonína Dvořáka Josef Vinklář
- Novosvětská – autor Miroslav Ivanov, 1984, o vzniku Novosvětské symfonie a pobytu Antonína Dvořáka v Americe
- Scherzo capriccioso – autor Josef Škvorecký, poprvé vydáno v Torontu 1984
- Spirituál bílého muže aneb Dvořák v Americe – autor Zdeněk Mahler, životopis zaměřený na pobyt v Americe
- Antonín Dvořák – autorka Renáta Fučíková (s vlastními ilustracemi), životopisná publikace

### Dvořákův odkaz a umělá inteligence

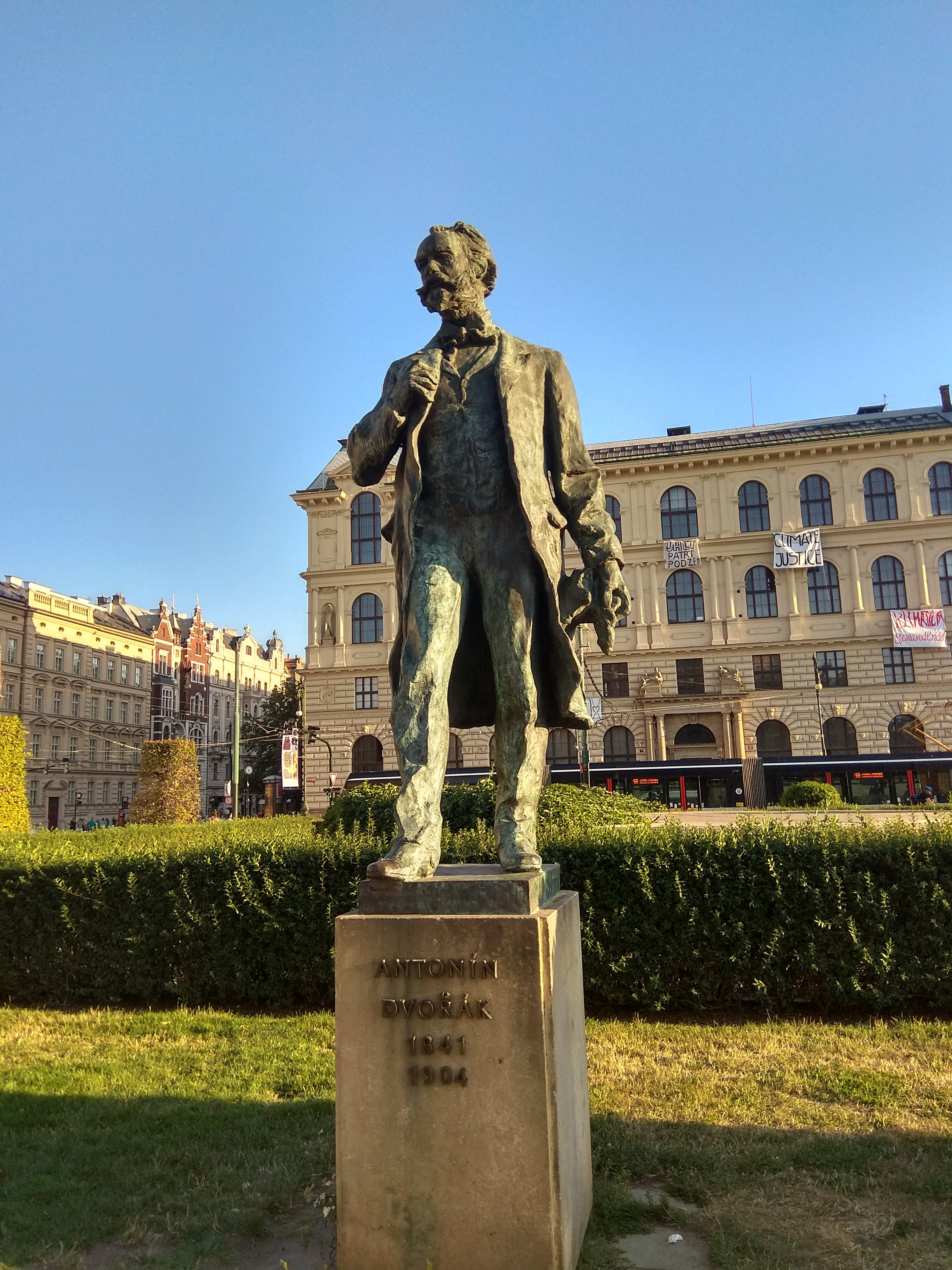
Pomník Antonína Dvořáka v Praze

V roce 2018 vznikla pomocí umělé inteligence skladba „From The Future World“. Na základě rozepsané skici objevené po více než 100 letech byla za pomoci umělé inteligence AIVA dokončena. Zcela nová skladba o třech větách je založená na motivech a vzorcích komponování Antonína Dvořáka. První ze tří vět nahrál Ivo Kahánek, klavírista Pražské Filharmonie.

## Galerie

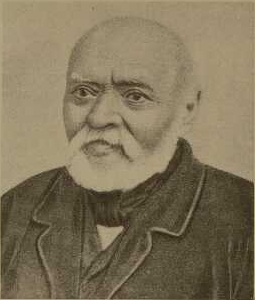
Otec skladatele František Dvořák (foto 1892)
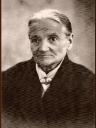
Sestra skladatele, Jana (Johana), provdaná Straková
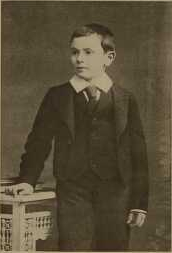
Antonín Dvořák v chlapeckých letech
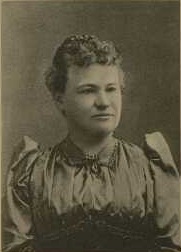
Mistrova choť Anna Dvořáková
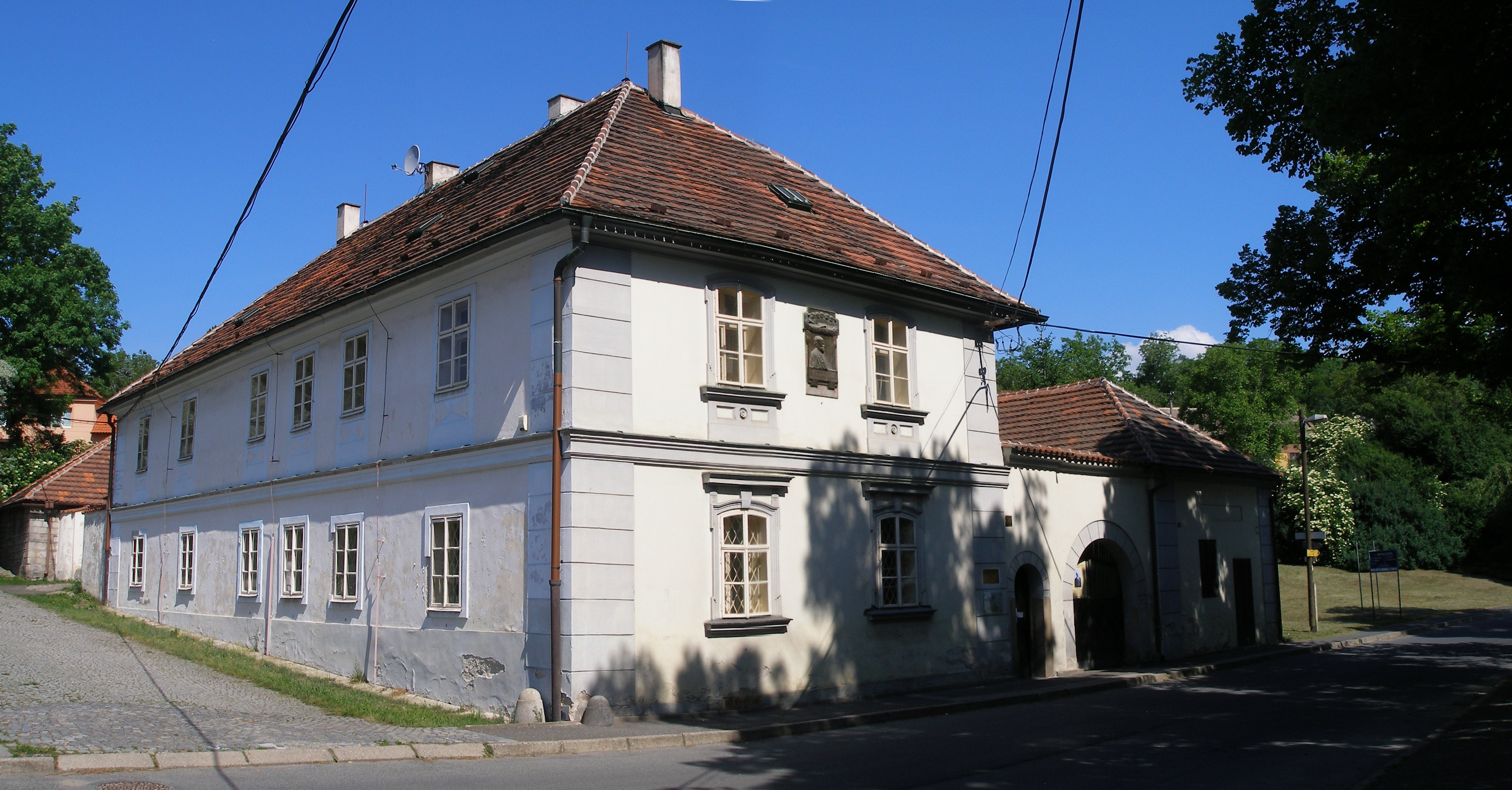
Rodný dům Antonína Dvořáka v Nelahozevsi(2012)
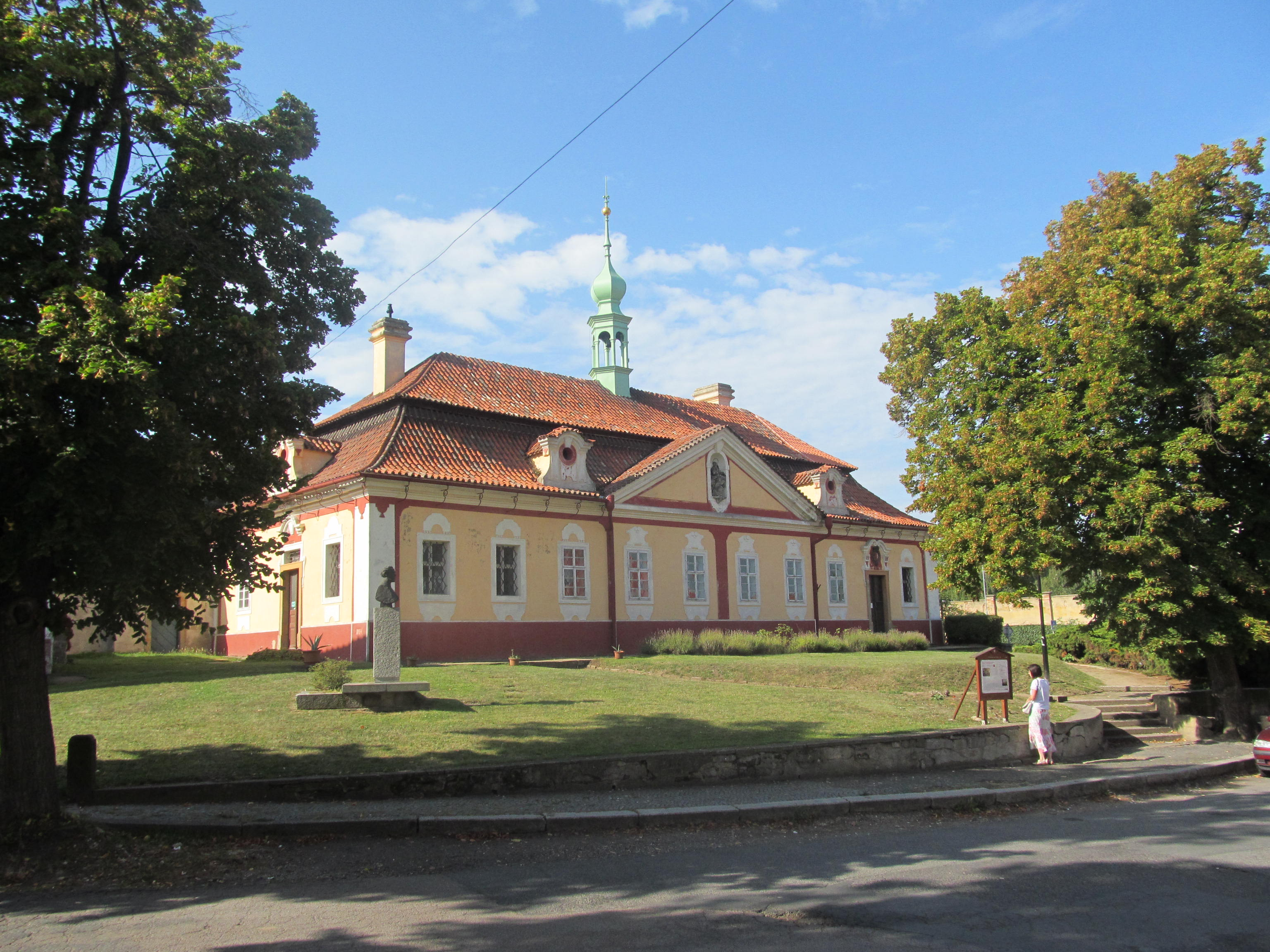
Památník Antonína Dvořáka ve Zlonicích
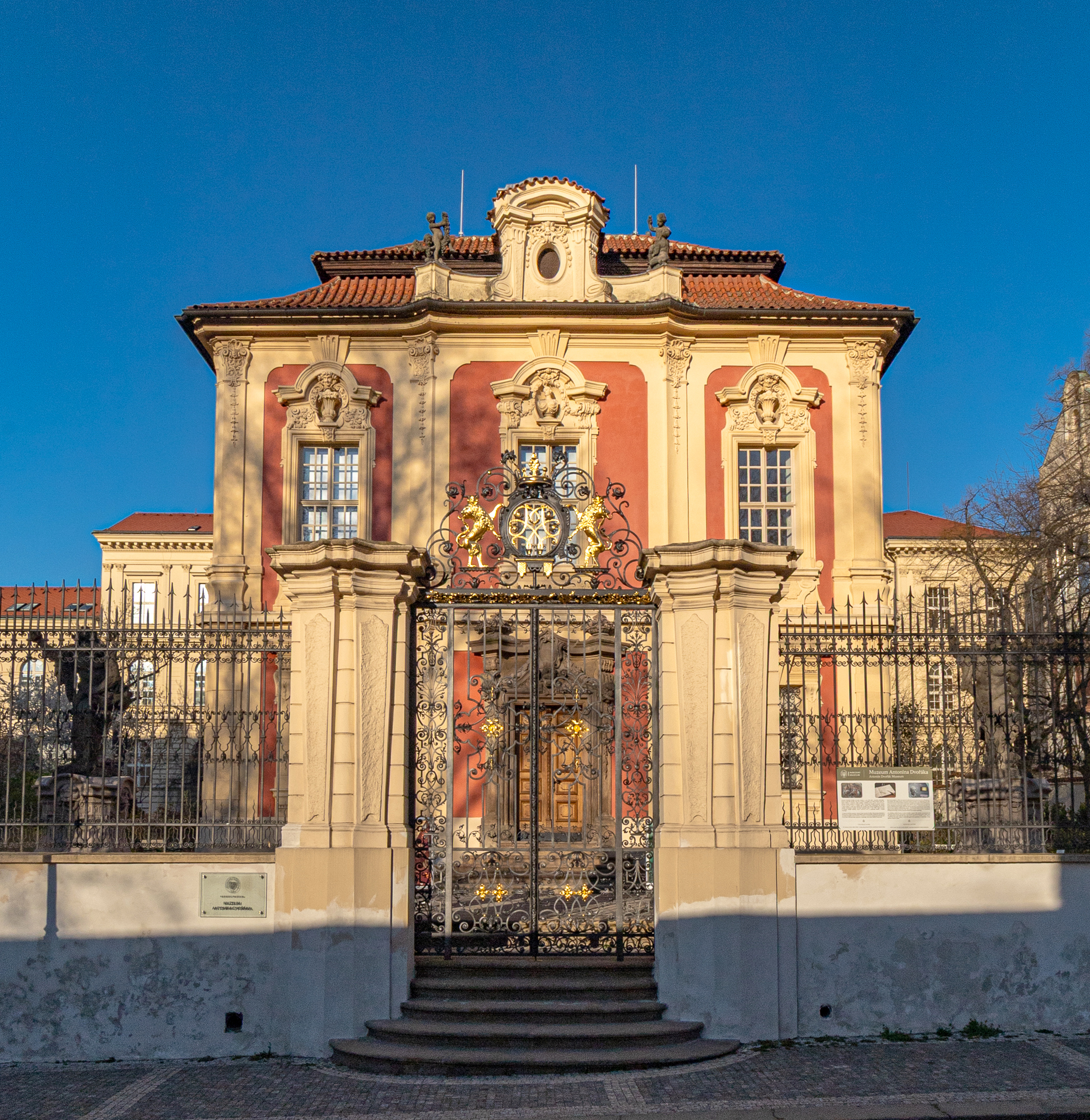
Muzeum Antonína Dvořáka (Michnův letohrádek) v Praze
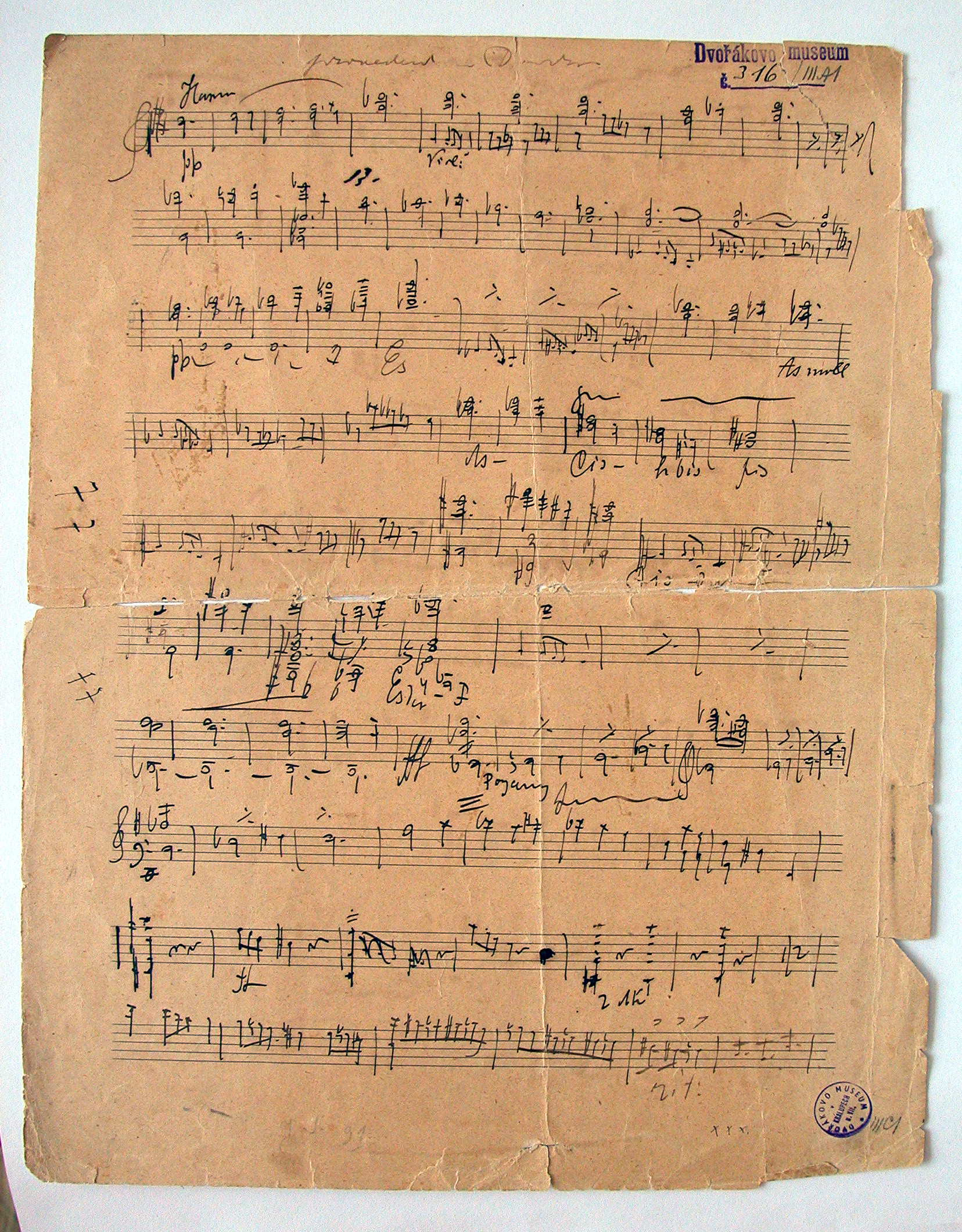
Rukopis skici symfonické básně Othello od Antonína Dvořáka z roku 1891.